# Forever and Ever, Amen
Forever and Ever, Amen è un brano musicale scritto da Paul Overstreet e Don Schlitz e pubblicato come singolo discografico del cantante statunitense Randy Travis nel 1987, quale primo estratto dall'album Always & Forever.

## Tracce
- 7"

1. Forever and Ever, Amen (Paul Overstreet, Don Schlitz)
2. Promises (Randy Travis, John Lindley)

## Premi
- Grammy Award
  - 1988: "Best Country Song"
- American Music Award
  - 1988: "Favorite Country Song"
- Country Music Association Award
  - 1987: "Single of the Year"

## Cover
- Il brano è stato inciso come cover da Ronan Keating e Shania Twain all'interno dell'album Twenty Twenty di Keating uscito nel 2020.